# Потребитель

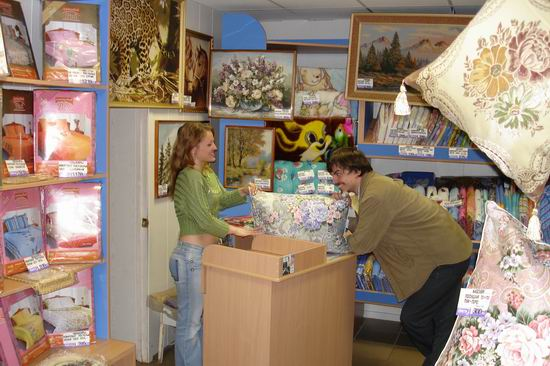
Продавец и потребитель

Потреби́тель — человек, потребляющий товары или услуги. В законодательстве Российской Федерации потребителем считается гражданин, либо имеющий намерение заказать или приобрести, либо заказывающий, приобретающий или использующий товары, работы, услуги исключительно для личных, семейных, домашних и иных нужд, не связанных с осуществлением предпринимательской деятельности (преамбула к Закону РФ «О защите прав потребителей»).
«Потребители — это все мы» — такую характеристику этому понятию дал президент США Джон Кеннеди в конгрессе США 15 марта 1962 года. Позднее эта речь стала основанием для создания Всемирного дня защиты прав потребителя.
Вся мировая экономика построена на том принципе, что конечным звеном в цепочке деньги-товар-деньги, как правило, является именно рядовой потребитель, поскольку именно на удовлетворение его естественных нужд и потребностей работают все отрасли промышленности, индустрии услуг и развлечений всего мира, за исключением, разве что, военно-промышленного комплекса. Потребитель — это самое главное звено любой отрасли экономики. Любой производитель, лишившийся потребителя, обречён на банкротство. На основании этого можно считать, что защита законных прав и интересов потребителя является одним из приоритетных направлений деятельности государства. Гражданин-потребитель должен осознавать, что, совершая ту или иную сделку, заключая тот или иной договор, что-то приобретая, будь то товар или услуга, он защищён государством в полной мере.

## Классификация потребителей
1. Конечные пользователи — потребители, которые непосредственно используют продукт.
2. Агенты влияния — потребители, которые полагают, что приобретение продукта принесёт им определённую выгоду.
3. Рекомендатели — также влияют на принятие решения о продукте, в отличие от агентов влияния, их мнение может оказаться решающим при принятии решения.
4. Заказчики — держатели бюджета: контролируют приобретение продукта.
5. Спонсоры, инвесторы — лица, принимающие решения: ими могут быть как держатели бюджета, так и лица, занимающие более высокое положение в иерархии.
6. Саботажники — люди, противящиеся приобретению нового продукта, стремящиеся сохранить статус-кво[2].
7. Экстремисты — люди, приобретающие товар с целью получить денежную выгоду от его последующего возврата продавцу или изготовителю.

## Модели принятия решений о покупке
Типичная модель принятия решения состоит из следующих этапов:
- Осознание потребности;
- Поиск информации;
- Анализ альтернатив;
- Покупка;
- Поведение после покупки[3].